# Hagenbecks Tierpark (metrostation)
Hagenbecks Tierpark is een metrostation in het stadsdeel Lokstedt van de Duitse stad Hamburg. Het station werd geopend op 30 oktober 1966 en wordt bediend door de lijn U2 van de metro van Hamburg. In de toekomst zal ook U5 het station aandoen.
Aan de overkant van de Koppelstraße ligt het Hagenbecks Tierpark, de dierentuin van Hamburg.
- Library of Congress Control Number: n87893091
- Nationale Bibliotheek van Israël: 987007562418105171
- Virtual International Authority File: 266666483